# Übersehener Becherling
Der Übersehene Becherling (Peziza praetervisa) ist ein Pilz aus der Familie der Pezizaceae.

## Merkmale

### Makroskopische Merkmale
Der Übersehene Becherling bildet schalen- bis schüsselförmige Fruchtkörper aus, die oft in dichten Gruppen wachsen und sich so gegenseitig verformen. Die Becher erreichen eine Breite von 1,5 bis 5 cm. Das Hymenium ist violettbraun, die Außenseite insgesamt blasser fleischbräunlich und fein kleiig. Die Konsistenz des Fruchtkörpers ist brüchig. An verletzten Stellen sondert die Art einen wasserklaren, an der Luft sich nicht verfärbenden Saft ab.

### Mikroskopische Merkmale
Die Sporen sind feinwarzig, hyalin, elliptisch und 10 bis 13 × 6,5 bis 8 μm groß. Oft besitzen sie 2 Öltropfen. Die Asci sind zylindrisch und werden 175 bis 200 × 8,5 bis 10 μm groß. Die Paraphysen sind fadenförmig, zum Teil gegabelt und mit einem violettbräunlichen, körnigem Inhalt.

## Vorkommen
Der Übersehene Becherling kommt auf Brandstellen und zwischen Holzkohle vor allem auf sandigen Böden vor. Er ist in Mitteleuropa nicht selten, wird aber durch seine Tarnfarben leicht übersehen, daher der Name. Er ist mit Schwerpunkt im Frühjahr fast ganzjährig zu finden.